# David Oïstrakh
 (décembre 2021).
Si vous disposez d'ouvrages ou d'articles de référence ou si vous connaissez des sites web de qualité traitant du thème abordé ici, merci de compléter l'article en donnant les références utiles à sa vérifiabilité et en les liant à la section « Notes et références ».
Pour les articles homonymes, voir Oïstrakh.
David Fiodorovitch (Fichélévitch) Oïstrakh (en russe : Давид Фёдорович (Фишелевич) Ойстрах), né le 30 septembre 1908 à Odessa et mort le 24 octobre 1974 à Amsterdam, est l'un des violonistes les plus réputés du XXe siècle. Violoniste et altiste, il influence profondément la technique de l'instrument, par sa maîtrise technique stupéfiante, sa déconcertante décontraction et sa virtuosité. Musicien, il marque durablement l'histoire de la musique au travers de la collaboration qu'il entretient avec de grands compositeurs qui lui dédient leurs œuvres. Son fils et disciple Igor Oïstrakh est également un violoniste réputé.

## Biographie

### Les premières années
David Oïstrakh naît à Odessa. Elle était devenue, après les migrations de Pologne des XVIIIe et XIXe siècles, la ville la plus juive des grandes villes de l'Empire russe. Fiodor Davidovitch Oïstrakh et Isabella Stepanovna Kolker, eux-mêmes d'origine juive, vivent dans un petit appartement des quartiers sud de la ville. Fiodor est un modeste officier, qui doit vendre des graines de tournesol pour améliorer ses revenus. Il joue bien du violon, mais aussi du cor et d'autres instruments à vent. Isabella est chanteuse de chœur à l'opéra. Très tôt, Isabella emmène son fils David aux répétitions.
Odessa était alors une ville fort animée d'un point de vue culturel et scientifique. Les cafés et les restaurants recevaient des violonistes ; le Square Richelieu, des ensembles de cuivres et des orchestres napolitains[réf. souhaitée] ; des quatuors à cordes et autres ensembles de chambre étaient invités pour des concerts privés ; le Théâtre recevait Glazounov, Chaliapine, Sobinov, Caruso, Anna Pavlova ou Isadora Duncan.
Dans cette atmosphère prometteuse, et à sa demande, David reçoit son premier violon à cinq ans, en remplacement de son violon, jouet dont il était devenu inséparable et avec lequel il aimait à se montrer. David est motivé, certes, mais sa chance sera son premier professeur, Pyotr Stolyarsky.
La pédagogie de Stoliarski était fondée sur le jeu, et sur une connaissance des talents et du caractère de chacun de ses élèves. À la fois très présent, mais partisan de l'autonomie, il ne jouait que rarement, préférant laisser ses élèves appréhender et résoudre les difficultés par leurs propres moyens. Ils étudiaient le violon et l'alto, jouaient dans de petits ensembles à l'unisson ou en orchestre, et donnaient souvent des auditions et des concerts, afin de s'habituer au trac et au public, ce qui finançait en même temps cette école si particulière. David y côtoie un autre futur violoniste virtuose, Nathan Milstein, de cinq ans son aîné, avec lequel il joue en quatuor, Nathan se chargeant de la partie de violoncelle !
Il ne sera jamais un enfant prodige (comme le seront dans sa génération Heifetz ou Menuhin) — Stoliarski dira d'ailleurs : « Je ne veux pas que Dodik soit un enfant prodige, parce que c'est un véritable musicien ».
La Première Guerre mondiale et la Révolution russe ralentissent peu les progrès de David. Sa famille, comme tant d'autres, sombre dans la pauvreté, mais Stoliarski parvient à ménager de bonnes conditions de travail à ses élèves. Et après des années difficiles, le pouvoir soviétique ramène un début d'ordre en 1920.
Son premier concert eut lieu en 1923. Au programme figurait le Concerto en la mineur de Bach. Ce concerto, ainsi que la sonate les Trilles du diable de Tartini, les Airs bohémiens de Sarasate, figuraient sur les premières affiches à porter le nom de David Oïstrakh, l'année suivante.
Sa première tournée se déroula en Ukraine en 1925, avec l'orchestre du Conservatoire d'Odessa. Les conditions étaient difficiles et les voyages éprouvants.
David Fiodorovitch quitta le conservatoire en 1926 ; son programme de fin d'année révèle déjà le grand musicien : à côté d'œuvres plus courantes, la chaconne de Bach et la sonate de Tartini, David fait figurer la sonate pour alto d'Anton Rubinstein et le premier concerto de Prokofiev. Cette œuvre, très difficile et très novatrice, était une prise de risque énorme, d'autant qu'elle venait d'être écrite (1917) et créée (18 octobre 1923, à l'Opéra de Paris par Marcel Darrieux) et dont la première russe ne datait que du 21 octobre 1923 à Moscou (Nathan Milstein, Vladimir Horowitz au piano).

### Carrière

#### Débuts
En 1935, il finit second au Concours international de violon Henryk Wieniawski à Varsovie derrière Ginette Neveu.
En 1937 il obtient le premier prix du premier Concours musical international Reine-Élisabeth-de-Belgique (alors « Concours Eugène Ysaÿe ») à Bruxelles. Cette victoire lui ouvre les portes d'une grande carrière internationale.

« Chacun d'entre nous était outil de la politique soviétique. À l'étranger, nous étions les propagandistes de la société soviétique, qui produisait de bons musiciens. David Oistrakh n'était pas une exception, mais parce qu'il était un fabuleux violoniste et un homme adorable, à tous points de vue il était parfaitement adapté à cette propagande. En plus, il ne faut pas oublier qu'il était juif — l'Union soviétique ne pouvait espérer mieux, parce qu'il fallait prouver qu'il n'existait pas d'antisémitisme »

— Mstislav Rostropovitch

#### La Seconde Guerre mondiale
Sa carrière se développe d'abord à l'intérieur des frontières de l'Union Soviétique. Il crée les concertos de Nikolai Miaskovsky et Aram Khatchatourian, la sonate de Serge Prokofiev. Il reçoit le Prix Staline en 1942 — dont il reverse la récompense à l'Armée rouge. Il lie de durables amitiés avec Serge Prokofiev et Dmitri Chostakovitch. Il fonde un trio en 1940, avec Lev Oborine au piano et Sviatoslav Knouchevitski au violoncelle, avec lesquels il se produit jusqu'en 1963, à la mort de Knouchevitski.
Quand l'Union soviétique entre en guerre, alors que beaucoup d'artistes fuient, il reste à Moscou et continue à enseigner au conservatoire. Il voyagera sur les lignes de front pour se donner en concert devant les soldats et les ouvriers. En 1947 il est décoré de l'ordre de Lénine.

#### Carrière internationale

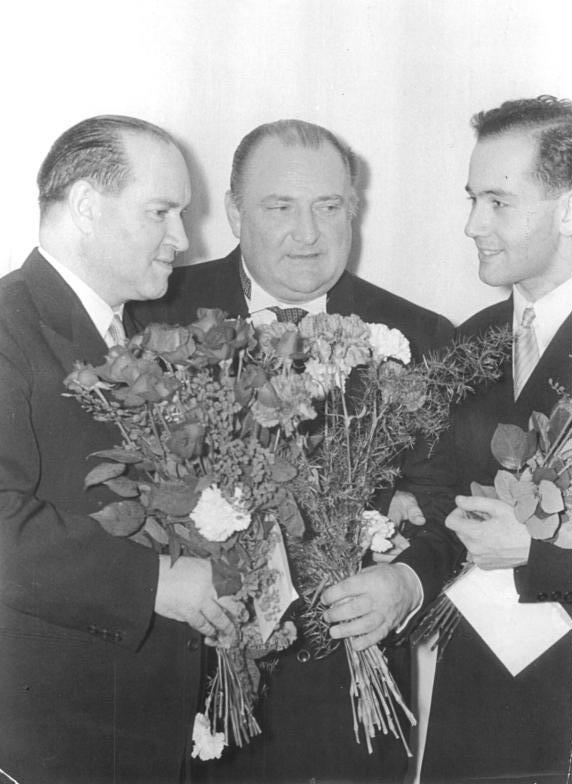
David Oïstrakh (à gauche), avec le chef d'orchestre Franz Konwitschny (au centre) et Igor Oïstrakh (à droite), en 1957

Après la guerre, et à l'instar d'autres artistes, il est autorisé à voyager — d'abord à l'intérieur des frontières du bloc soviétique, par exemple au festival « Printemps de Prague », puis graduellement à « l'Ouest ». En 1951, il est au festival « Maggio Musicale » de Florence ; en 1952 en Allemagne de l'Est pour le festival Beethoven ; en France en 1953, en Angleterre en 1954 ; en 1955, aux États-Unis.
Il débute en 1959 une carrière de chef d'orchestre, dirige à Moscou en 1962. Il reçoit le Prix Lénine en 1960. En 1967, commence sa collaboration avec Sviatoslav Richter.

#### Dernières années
Sa santé se dégrade progressivement. Il se relève d'un infarctus en 1964, mais ne ralentit pas son rythme effréné de travail : il est alors le principal ambassadeur de l'art soviétique, et considéré comme l'un des plus grands violonistes du siècle — il n'est donc pas question qu'il prenne du repos.
En 1968, pour ses soixante ans, ont lieu de grandes célébrations. En 1974, il dirige un cycle Brahms avec le Concertgebouw Orchestra d'Amsterdam ; il y meurt d'un nouvel infarctus, âgé de 66 ans.
Il repose au cimetière de Novodevitchi à Moscou, aux côtés de son épouse Tamara, décédée en 1976.

### Enseignement
David Oïstrakh trouvait le temps d'enseigner.

« Je devais faire tout ce qu'il demandait, l'affiner chez moi de sorte à pouvoir le lui montrer plus tard. Aussitôt que quelque chose n'allait pas chez un élève, moi y compris, il prenait son violon et donnait une démonstration parfaite de ce qu'il fallait faire. »

— Gidon Kremer

## Œuvres dédiées
- Concerto pour violon de Nikolaï Miaskovski, novembre 1938
- Sonate pour piano et violon no 1 en fa mineur de Sergueï Prokofiev, créée le 23 octobre 1946
- Concerto pour violon de Aram Khatchatourian, 16 novembre 1946
- Trio avec piano d'Arno Babadjanian, 1952
- Concerto pour violon no 1 de Dmitri Chostakovitch, 29 octobre 1955
- Concerto pour violon no 2 de Dmitri Chostakovitch, 1967 pour ses 60 ans
- Sonate pour violon et piano de Dmitri Chostakovitch, 1968

## Filmographie
- (1994) « David Oïstrakh, Artiste du Peuple ? » — Portrait documentaire par Bruno Monsaingeon

## Les instruments

### Violons
David Oïstrakh a joué sur 7 Stradivarius, majoritairement prêtés par l'Union Soviétique. Il a notamment utilisé le Youssoupov, le Conte de Fontana et le Marsick (1705),.
David Oïstrakh utilisait des archets conçus par Albert Nürnberger et André Richaume,.

### Altos
Un Andrea Guarneri (joué actuellement par son fils Igor)